# Извор (Ново Брдо)
Извор (алб. Izvor или Izvori) је насеље у општини Ново Брдо која се налази на југу републике Србије у АП Косово и Метохија.

## Географија
Смештено је западно од остатака некадашње тврђаве Ново Брдо односно северно од магистралног пута Приштина—Ново Брдо на обронцима планина Кознице, Бучја и Мандалака на надморској висини од 800 до 900 m. Настало је почетком XIII века око јаког крашког извора који се зове Студени кладенац, по коме је добило име, као тврђавско подграђе око Криве реке која и данас протиче средином села. По својој структури, село је планинског тј. разбијеног типа и сачињава га десет заселака:
- Миљковци,
- Димовићи,
- Танки Забе,
- Честак,
- Мирковци,
- Госаљце,
- Маринковци,
- Сврачак,
- Антанасковци,
- Шумати рид.

## Прошлост Извора
Део села под називом Стари Извор било је предграђе средњовековног града Ново Брдо који је у XV веку имао 40.000 становника. Становници су се бавили земљорадњом, сточарством и у рудницима као рудари и топионичари. Остаци насеља Стари Извор сведоче да је на падинама у близини данашњег Извора постојала и црква где је било гробље, где се и сада налази. Поред ове цркве постојале су још две и то у Селишту и Манастиришту. У ондашњем Новом Брду живели су поред Срба и Дубровчани, Саси, Јевреји и Грци. Број становника у старом Извору се почео смањивати после пада Новог Брда 9. јуна 1455. године. под отоманску власт. Турци су део становништва побили, део одвели у јањичаре, а девојке и младе жене повели са собом у Османско царство. Срби у Извору живе до Великог бечког рата 1683 — 1699. године. Аустријска војска је под командом Пиколоминија 1689. године продором до Скопља потиснула Османлије. Срби су се прикључили устанку, али после повлачења аустријске војске већи део становништва је кренуо у сеобу под вођством Пећког партријарха Арсенија III 1690. године, док је део Срба остао да живи под турском влашћу. Ново Брдо губи рударски значај крајем XVIII века и турско становништво се исељава у друга места, док је само мали број њих остао. Западно од старог Извора у XIX веку досељавају се Срби из суседних села Паралова, Јасеновика, Бостана, затим из Десивојца и Медвеђе. После Другог светског рата због миграција према градовима број становника се смањује, а један од главних узрока миграција је привредна заосталост.
Топографски називи су: Сврачак, Подсврачак, Рамниште/Равниште, Госалина, Росуља, Шумати Рид, Танки Забеја.

## Порекло становништва по родовима
Подаци из 1931. године)
- Ђорђијанци (2 k., Св. Никола), староседеоци.
- Антанасковци (4 k., Св. Арханђео), староседеоци из Старог Извора. На садашње место пресељени око 1830. године, зато што им се у кући обесила девојка коју су силом уграбили за неког свог младића.
- Ивини или Сврачани (12 k., Св. Никола и Св. Арханђео). Ова друга слава им је као заветина због пронађеног изгубљеног детета(они су можда старинци). Са славом Свети Никола су досељени средином 18. века из околине Власотинца.
- Перићи (3 k., Ваведење); досељени из Десивојца око 1780. године.
- Митровци (7 k., Св. Јован Крститељ); досељени око 1810. године из махале Вирово (Маревце у Новобрдског Кривој Реци)
- Кукутићи (3 k., Св. Никола), досељени око 1820. године из Гумништа код Гњилана.
- Максимовићи (1 k., Св. Јован Крститељ); досељени око 1830. године из Бостана, од рода Мартиновића, старина им је на Новом Брду.
- Перовићи (3 k., Св. Јован Крститељ); пресељени из Бостана око 1850. године. И ови су од Мартиновића.
- Маринковићи (3 k., Св. Никола); пресељени из Паралова око 1860. године.
- Мирковци (6 k., Св. Никола); пресељени из Паралова око 1860. године.
- Копиљаци (4 k., Св. Петка); пресељени из махале Драголисице (Маревце) око 1860. године.
- Мирковићи (1 k., Митровдан); пресељени 1885. године из Бостана, од рода Ристића. Старином су из Малесије(Северна Албанија).
- И (8 k.) арбанашких мухаџирски кућа које су досељене 1878. године из Јабланичког округа(Медвеђа и Лебане).

## Становништво
| Демографија | Демографија | Демографија |
| Година      | Становника  | Становника  |
| ----------- | ----------- | ----------- |
| 1991.       | 543         |             |